# Сэбин, Эдвард
Сэр Эдвард Сэ́бин (англ. Edward Sabine, фамилия часто транслитерируется как Себайн или Сабин; 14 октября 1788 — 26 июня 1883) — английский физик и математик, состоял на военной службе по артиллерийскому ведомству. 
Член Лондонского королевского общества (1818), в 1861—1871 гг. — президент.

## Биография
Эдвард Сэбин родился 14 октября 1788 года в городе Дублине.
Сэбин принимал участие в экспедиции Парри 1818—1819 годов, имевшей целью открытие Северо-Западного прохода, в ходе которой производил исследования в области магнетизма и учения о маятнике. Для продолжения этих исследований он в 1823 году объездил морской берег Сьерра-Леоне и от восточного берега Северной Америки добрался в 1823 г. до Гаммерфеста, Шпицбергена и Гренландии. Результаты измерений, произведённых во время этих путешествий, он изложил в своём труде «A pendulum expedition etc.» (Лондон, 1825).
В 1849 году учёный был награждён Королевской медалью Лондонского королевского общества.
В 1865 году Сэбин произведён в генерал-лейтенанты. В своём «Report on the variations of the magnetic intensity observed at different points of the earth’s surface» (Лондон, 1838) Сэбин пытался подкрепить гауссовскую теорию земного магнетизма графическим изображением результатов наблюдений Эрмана и Ганстина. Особенно Сэбин прославился своими трудами по устройству системы метеоролого-магнитных обсерваторий в английских колониях. Об этих обсерваториях, которые долго состояли под главным его управлением, он напечатал «Contributions to terrestrial magnetism» (1840—1876). Сэбину принадлежит ещё сочинение «On the cosmical features of terrestrial magnetism» (Лондон, 1862).
Жена Сэбина перевела на английский язык «Путешествие по Сибири» Врангеля, «Kosmos» и «Ansichten der Natur» Гумбольдта.
Именем ученого названа вилохвостая чайка (xema sabini), остров Сабин в восточной Гренландии, кратер Сабин на Луне.

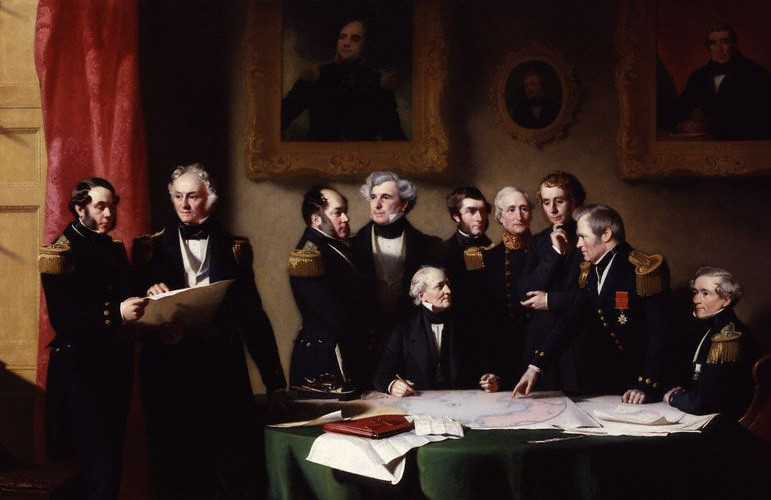
Сэбин, Эдвард [описание?]